# Дубровин, Михаил Яковлевич
Михаи́л Я́ковлевич Дубро́вин (7 (20) июля 1913, Пяша — 21 июля 1944, Жежмаряй) — капитан РККА, командир батареи противотанковых орудий 696-го истребительно-противотанкового артиллерийского полка, Герой Советского Союза.

## Биография
Дубровин Михаил Яковлевич родился в селе Пяша Бековского района Саратовской губернии (ныне Бековского района Пензенской области) в семье крестьянина.
Окончил 5 классов. Работал в городе Иваново на меланжевом комбинате.
В 1935 году вступил в Красную армию. В 1939 году закончил лейтенантские курсы, и ему было присвоено звание младшего лейтенанта. Участвовал в Великой Отечественной войне с мая 1942 года на Западном фронте. С августа 1942 года служил в составе 696-го истребительно-противотанкового артиллерийского полка. Прошёл путь от командира огневого взвода до командира батареи. Михаил Яковлевич отличился в боях за освобождение Белоруссии и Литвы. Одним из первых форсировал реку Неман. Погиб в бою за плацдарм у поселка Жежмаряй в Литве.
Похоронен в братской могиле в посёлке Жежмаряй, Литва.

## Память
- Именем М. Я. Дубровина названы школы в поселке Жежмаряй и селе Пяша, а также улицы в Жежмаряе и посёлке Беково.
- В Иваново имя Михаила Яковлевича выбито на памятнике работникам меланжевого комбината и на мемориале героев-ивановцев.

## Награды
- Медаль «За отвагу» (03.05.1943).
- Орден Александра Невского (24.09.1943, № 3234).
- Орден Отечественной войны 1-й степени (01.08.1944).
- Указом Президиума Верховного Совета СССР от 23 марта 1945 года за образцовое выполнение боевых заданий командования на фронте борьбы с немецко-фашистским захватчиками и проявленные при этом мужество и героизм капитану Дубровину Михаилу Яковлевичу посмертно присвоено звание Героя Советского Союза — медаль «Золотая Звезда» и орден Ленина.